# 藤田由美子
藤田 由美子（ふじた ゆみこ、1982年11月7日 - ）は、日本の声優、舞台女優、脚本家。大阪府枚方市出身。
以前は古舘プロジェクト、スリートゥリーに所属していた。A&Gアカデミー4期生。

## 人物
ポエムや小説を書くこと、作詞が趣味。自分の事は泣き虫（涙もろい）と語る。
ホルモン焼きが好物の自称“ホルモンヌ”。
超!A&G+の特番では、イベント会場での司会やレポーター、スタジオパーソナリティを担当することが多い。レギュラー番組においては、フェルト職人と称し、フェルトを用いた小物製作を頻繁に行う。
永遠の21歳(笑)という設定。
「スナックゆみこ」というイベントを自身で不定期開催しており、2022年12月からは「スナックで演劇を楽しんでもらう」企画の【スナ劇】を始めた。
「スナックといえば藤田由美子」が浸透し、その縁で新橋に2024年にオープンしたエンタメ商業施設「グランハマー」内のアナウンサースナック蜜柑にて、リアルスナックママデビューを果たした。
2018年2月、2025年4月に「本気の大人の大運動会」という演劇人を50人以上集めて運動会を主催開催させた。

## 出演

### テレビアニメ
2008年
- 銀魂（子供役 他）

2011年
- セイクリッドセブン（ユミコ）
- ファイ・ブレイン 神のパズル（ドワーフ）
- 森田さんは無口。（ナレーション、店員）

2012年
- 咲-Saki- 阿知賀編 episode of side-A（針生えり）

2014年
- 咲-Saki- 全国編（針生えり）

2015年
- だんちがい（近所の妻）

2023年
- 神無き世界のカミサマ活動（教団員、村人）

### 劇場アニメ
- セイクリッドセブン 銀月の翼（2012年、ユミコ）

### 吹き替え
- フロント（店員）
- マーメイド（ヤスミン）
- ３びきのくまとおかしのいえ（ルビー）
- ファンタズムⅢ（ロッキー）
- ファンタズムⅤ（ロッキー）
- イリュージョン（イリーナ）

### ナレーション
- 報道ステーション（テレビ朝日）
- 音楽と人（Gyao）

### テレビ
- アニメの中の人（BS11、2010年2月27日 - 3月20日）
- スカッとジャパン
- 猿以外の惑星（NHK BSプレミアム、2019年1月5日）
- マゼランの羅針盤（BSテレ東、2021年2月26日）
- 突破ファイル（日本テレビ）

### インターネットテレビ
- 藤田由美子の特殊技能開発課っ!（2011年 - 、ニコニコ生放送『スリートゥリー我楽多チャンネル』）
- 梶やんチャンネル（2012年、ニコニコ生放送）
- USTラヂオ 第4月曜日21:00～22:00（2013年 - 、USTREAM）
- グレート義太夫・藤田由美子のUstラヂオ　第1月曜日20:00～21:30（2013年‐、YouTubeLive）
- 弁護士法人アディーレ法律事務所（2021年 ‐ 、YouTube『【公式】アディーレ法律事務所』）

### ラジオ
※はインターネット配信。
- 智一・美樹のラジオビッグバン　第6期BGP（2006年 - 2007年、文化放送）
- アクターズゲート メガ×ポジradio（2008年、超!A&G+※）
- らぶたま〜I love egg（2008年 - 2009年、超!A&G+※）
- 超!A&Gミュージック+30（2008年 - 2009年、超!A&G+※）
- 超!A&Gミュージック+TV（2009年、超!A&G+※）月曜パーソナリティー
- カウントダウンto東京国際アニメフェア2009 （2009年、超!A&G+※）
- 東京国際アニメフェア2009 超!Station スペシャル（2009年、超!A&G+※）総合パーソナリティ、文化放送ブースナビゲーター
- アンテナ+（2009年 - 2011年、超!A&G+※）
- JAM2009 超！ナビゲーション（2009年、超!A&G+「超ラジ!Girlsスペシャル in JAM 2009」内※）
- 東京国際アニメフェア2010 超!Station スペシャル（2010年、超!A&G+※）
- アンテナ+ in 東京国際アニメ祭2010（2010年、超!A&G+※）
- ウエキミクス（2013年、エフエムさがみ）
- グレート義太夫の「一昨日来やがれ一席お付き合い願います」（2022年、2023年 ‐ 、コマラジ）

### 舞台
2008年
- 御利益（劇団あぁルナティックシアター、4月）
- ホラリオン（劇団あぁルナティックシアター、9月）

2009年
- 黄昏モンスターズ（劇団あぁルナティックシアター、2月）
- 二人の主人を一度に持つと（劇団あぁルナティックシアター、3月）
- PEACH peach PEACH（演劇制作体V-NET、4月）
- しあわせになろうね（ガッツ石松芸能生活３５周年記念公演、俳優座劇場、6月）
- 丹波屋＜喧嘩＞物語（パン・プランニング、THEATRE1010、12月）

2010年
- 「助かった！」と一息ついて・・・。（パン・プランニング、吉祥寺シアター、2月）

2012年
- 「TOKYO BAKA EXPO」（劇団あぁルナティックシアター、小劇場楽園、10月）
- 「よるの景色」（演劇ユニットUMBRELLA、武蔵野芸能劇場小劇場、12月）

2013年
- 彩～IRODORI ウーマン・キャンバス（華彩組　旗揚げ公演、池袋GEKIBA、5月）
- セイギノミカタ（劇団K助、千本桜ホール　、7月）
- ウーマン・キャンバス「彩2～IRODORI2～」（華彩組、池袋GEKIBA、10月）

2014年
- Reset Limit第2回公演「break the seal!」（ウッディシアター中目黒、2月）
- ウーマン・キャンバス「イロドリサン」（華彩組、池袋GEKIBA、5月）
- Reset Limit第3回公演「ニコラ」（シアター風姿花伝、6月）
- 舞台裏の裏の裏（渋谷HOME、9月）
- 小野真一誕生50年でもなんでもない公演「パニックルーム！～部屋の中は敵ばかり～」（池袋GEIBA、10月）
- Reset Limit第5回公演「ミラクル・スカイ」（ウッディーシアター中目黒、11月）

2015年
- ウーマン・キャンバス「イロドリフォー！」（華彩組、池袋GEKIBA、2月）
- ウーマン・キャンバス「イロドリGO！」（華彩組、池袋GEKIBA、10月）

2016年
- CorneliusCockBlue(s) 6ヶ月連続6公演 第1弾!! ～コメディの章～「そう、そこは楽園。」（下北沢小劇場楽園、3月7日 - 10日）
- 萬腹企画「コトノハ」（7月8日～10日、シアターグリーン BOX in BOX THEATER）
- CorneliusCockBlue(s) 6ヶ月連続6公演 第6弾!! ～ハートフルコメディの章～「ライオンのたてがみ」（シアター711、8月25日 - 28日）
- M's企画 第7回公演 「Q&A」 ※オムニバス作品　Aチーム「家族会議」（10月25日～27日、阿佐ヶ谷シアターシャイン）

2018年
- 萬腹企画「恋愛疾患特殊医療機 a-Xブラスター」（1月11日～14日、シアターグリーン BOX in BOX THEATER）
- 女々Presents「ドブ恋9」（5月23日～5月27日、小劇場B1）
- 萬腹企画「マギアギア」（7月4日〜7月8日、新宿シアターモリエール）
- ROCHAプロデュース「恋するアンチヒーロー」（7月17日〜22日、劇場MOMO）
- 大塚ドリームSHOW「でかいばあちゃん」（8月14日〜8月19日、大塚ドリームシアター）
- ZERO BEAT.夜劇企画「アイこん」（8月31日、9月14日、9月21日、9月28日、三栄町Live Stage）
- O次郎「タマリ」（10月5日〜8日、ABCホール）

2019年
- Eg'xtadio × 平康臣(萬腹企画)「Ideology　イデオロギー」（3月6日～10日、せんがわ劇場）
- TOMOIKEプロデュース「注意書きの多い料理店」（4月17日〜21、築地ブディストホール）
- JUNON SUPERBOY ARTISTS劇団「主観的凡人の望み」（9月19日〜9月23日、ひつじ座）
- Rave Amenity「闘え！ラーメン野郎！」（12月18日〜22日、新宿スターフィールド）

2020年
- 劇団マペヲ「マペ王」（1月30日～31日、座・高円寺２）
- THE TOKYO BANDITs「浦河さん家の夏模様」（ 8月25日～8月30日、上野ストアハウス）
- Tommy'sProject & TBスタジオ「リボルバー」（9月30日〜10月4日、TBスタジオ）
- 宇宙一超絶技巧雑技団2020「藤田由美子×橋沢進一　二人芝居」（10月7日、下北沢楽園）

- THE TOKYO BANDITs特別公演「嘘とホントの婚活パーティー(仮)」（11月28日、大塚ドリームシアター）
- THE TOKYO BANDITs特別公演「嘘とホントの婚活パーティー(仮)part2」（12月23日、大塚ドリームシアター）

2021年
- THE TOKYO BANDITs特別公演「嘘とホントの婚活パーティー(仮)part3」（3月6日、大塚ドリームシアター）
- アルパラ第一回公演「とある女たちの日常」（3月13日、3月14日、The Bar BOSS）
- THE TOKYO BANDITs 特別企画公演　Vol.2「親の遺産は蜜の味？」（6月23日、大塚ドリームシアター）
- THE TOKYO BANDITs 特別企画公演　Vol.3「親の遺産は蜜の味？」（8月28日、大塚ドリームシアター）
- 藤原たまえプロデュース「ME AND MY LITTLE ASSHOLE」（11月18日～21日、シアター711）

2022年
- ななくみSECOND「Happy Time！」（6月24日～26日、表現ライブハウス池袋西口GEKIBA）
- 演劇ユニットCorneliusCockBlue(s)～そこを通れば目的点へ達する道～「アグレッシブ・シンドローム」主演（10月20日～23日、阿佐ヶ谷シアターシャイン）

2023年
- 演劇ユニットCorneliusCockBlue(s) 「桜ライオット」主演（3月23日〜26日、下北沢小劇場B1）
- Theater新宿スターフィールド×ユーキース・エンタテイメント提携公演プライスレス企画　第２回公演「ダイアド」(8月22日〜27日、新宿スターフィールド)

2024年
- スタジオユーキース公演「スナックゆみこで会いましょう」脚本・演出・出演　藤田由美子(2月10日～2月18日 、STUDIOユーキース)
- 朝劇明大前7周年記念リバイバル公演「GOOD TIME  LOVE」(3月3日、ダイニングバーKUU)
- 江戸川区民特典付公演「合唱×障害当事者実話×応援」ネット番組公開収録　チャレフェス公演「ＹＥＬＬ エール」(3月21日、タワーホール船堀　大ホール)
- NANA produce主催ななくみアップグレード公演「面白男女ナナ変化」(10月12日〜14日、ウッディシアター中目黒)
- THE TOKYO BANDITs 特別企画公演　Vol.3「ハッピーMarriage、いきなりBlue」（12月8日、大塚ドリームシアター）

2025年
- 四宮由佳プロデュース「どらきゅらぁズ」(1月21日～1月26日、サンモールスタジオ)
- 朝劇明大前「明大星」(３月30日、ダイニングバーKUU）

### 映画
- デメキング（2009年、マリンパーク従業員）
- 罪と罰（2011年、ガッツ石松脚本・監督作品）
- 仮面ライダーガウ(2024年)

### ドラマ
- アベレイジ（フジテレビ、2008年10月）
- あなたの恋人、強奪します（ABCテレビ、2024年）
- TikTokショートドラマ「ホスドラ」琉球のサイコスター

### 配信
- コロナ禍演劇製作ドキュメント「舞台をとめるな！」（2020年10月）

### CM
- フォレストヒルズ（ゲストハウス）
- ソニー損保

### DVD
- 関ジャニ'sエイターテイメントJAM 「Blu-ray盤 特典②(Never Say Never 罰ゲーム企画映像) 」渋谷すばるプロデュース 「すばる劇団(なるほど姉さん)」関ジャニ∞

### パチンコ・パチスロ
- セイクリッドセブン（2017年、パチスロ）ユミコ役
- 咲-Saki-阿知賀編 episode of side-A（2019年、パチンコ）針生えり役

## ディスコグラフィ
| 発売日         | 商品名                                                                                             | 歌                                    | 楽曲                                  | 備考 |
| -------------- | -------------------------------------------------------------------------------------------------- | ------------------------------------- | ------------------------------------- | --- |
| 2010年4月1日   | 『アンテナ+』 テーマCD「ろびんそん」                                                               | びんびんGirls（藤田由美子・赤﨑千夏） | ろびんそん                            | |
| 2010年4月1日   | 『アンテナ+』 テーマCD「ろびんそん」                                                               | びんびんGirls（藤田由美子・赤﨑千夏） | きのこのこのこ                        | |
| 2010年8月13日  | 『アンテナ+』 びんびんGirls ライブCD                                                               | びんびんGirls（藤田由美子・赤﨑千夏） | ろびんそん                            | |
| 2010年8月13日  | 『アンテナ+』 びんびんGirls ライブCD                                                               | びんびんGirls（藤田由美子・赤﨑千夏） | きのこのこのこ                        | |
| 2010年12月29日 | 超!A&G+「アンテナ+」挿入歌CD～たびんそん                                                           | びんびんGirls（藤田由美子・赤﨑千夏） | たびんそん                            | |
| 2010年12月29日 | 超!A&G+「アンテナ+」挿入歌CD～たびんそん                                                           | びんびんGirls（藤田由美子・赤﨑千夏） | ときのかけら                          | |
| 2011年7月10日  | TVアニメーション「セイクリッドセブン」オリジナルメイドアルバム 『はんどめいど☆そうるめいと』       | 藍羽メイド隊S7                        | 乙女の翼                              | |
| 2011年7月10日  | TVアニメーション「セイクリッドセブン」オリジナルメイドアルバム 『はんどめいど☆そうるめいと』       | ユミコ（藤田由美子）                  | Sadistic Dream                        | |
| 2011年10月5日  | TVアニメーション「セイクリッドセブン」ドラマ・キャラクターCDII Fragment of S7 鏡 誠×藍羽メイド隊S7 | 藍羽メイド隊S7                        | 七色パッション                        | |
| 2012年11月7日  | 『藤田由美子の特殊技能開発課っ！』テーマソング                                                     | 藤田由美子                            | どやっ(｀・ω・´)特技かっ！            | |
| 2012年11月7日  | 『藤田由美子の特殊技能開発課っ！』テーマソング                                                     | しゅぅくりーむゆみこ                  | お願いドキドキ天使                    | |
| 2015年8月8日   | UdtラヂオSONGS vol.1                                                                               | グレート義太夫、藤田由美子            | 草加市LOVER（草加市非公認応援ソング） | インターネットラジオ『～音義噺（おとぎばなし）のわるふざけ～グレート義太夫・藤田由美子のUstラヂオ』内コーナー「妄想のお題、歌にします」から誕生した楽曲。 |
| 2015年8月8日   | UdtラヂオSONGS vol.1                                                                               | 藤田由美子                            | ドントウォーリー マイバイセコー       | インターネットラジオ『～音義噺（おとぎばなし）のわるふざけ～グレート義太夫・藤田由美子のUstラヂオ』内コーナー「妄想のお題、歌にします」から誕生した楽曲。 |
| 2015年8月8日   | UdtラヂオSONGS vol.1                                                                               | 藤田由美子                            | ハッピーバースデイ                    | インターネットラジオ『～音義噺（おとぎばなし）のわるふざけ～グレート義太夫・藤田由美子のUstラヂオ』内コーナー「妄想のお題、歌にします」から誕生した楽曲。 |
| 2015年8月8日   | UdtラヂオSONGS vol.1                                                                               | 藤田由美子                            | うたた寝イルミネーション              | インターネットラジオ『～音義噺（おとぎばなし）のわるふざけ～グレート義太夫・藤田由美子のUstラヂオ』内コーナー「妄想のお題、歌にします」から誕生した楽曲。 |
| 2015年8月8日   | UdtラヂオSONGS vol.1                                                                               | 藤田由美子                            | まんてん星                            | インターネットラジオ『～音義噺（おとぎばなし）のわるふざけ～グレート義太夫・藤田由美子のUstラヂオ』内コーナー「妄想のお題、歌にします」から誕生した楽曲。 |
| 2019年9月9日   | 3ound's† 5thシングル『BON BON VOYAGE！』                                                           | 3ound's†                              | センシュセンセイ                      | ナレーションとして参加 |